# Охотне (Славський район)
Охотне (рос. Охотное) — селище Славського району, Калінінградської області Росії. Входить до складу Большаковського сільського поселення.
Населення — 689 осіб (2015 рік).

## Населення
| 2002 | 2010 |
| ---- | ---- |
| 714  | ↘689 |